# Anamizu, Ishikawa
Anamizu (穴水町 Anamizu-machi) là thị trấn thuộc huyện Hōsu, tỉnh Ishikawa, Nhật Bản. Tính đến ngày 1 tháng 10 năm 2020, dân số ước tính thị trấn là 7.890 người và mật độ dân số là 43 người/km2. Tổng diện tích thị trấn là 183,21 km2.